# Francisco de Almeida e Brito
Francisco de Almeida e Brito (Sosa, Vagos, 16 de Janeiro de 1857 — Praia da Granja, São Félix da Marinha, 12 de Dezembro de 1918) foi um agrónomo e político. Militante destacado do Partido Progressista, entre outras funções, foi deputado às Cortes. Destacou-se no combate à filoxera e no fomento da viticultura, fundando em 1885 a revista A Vinha Portuguesa, que dirigiu ao longo de 33 anos, através da qual desenvolveu uma notável acção na orientação dos viticultores no combate à filoxera e na modernização das práticas agrícolas e de vinificação.

## Biografia
Nasceu na freguesia de Sosa, no concelho de Vagos, filho de João Miguel de Almeida e de sua esposa Emília Rosa Simões de Brito. Em 1879 formou-se no Instituto de Agronomia e Veterinária com uma dissertação intitulada Controlo dosimétrico da febre.
Em 1880 ingressou nos quadros do Ministério das Obras Públicas, Comércio e Indústria como agrónomo, sendo em Agosto daquele ano nomeado agrónomo distrital de Leiria. Em 1881 foi transferido para igual cargo no Distrito de Aveiro e em 1882 foi nomeado inspector-geral dos Serviços Filoxéricos do Sul.
Esta transferência para os recém-criados serviços encarregues da luta contra a infestação pela filoxera, ocorrido em plena crise do sector vitivinícola português causada pela destruição dos vinhedos por aquela praga, foi decisiva no desenvolvimento da carreira posterior de Almeida e Brito: dedicou-se ao estudo da praga e dos métodos de a combater e seguidamente alargou esses estudos às técnicas de cultura e maneio das vinhas e de vinificação, tendo ficado ligado à viticultura portuguesa como um dos seus grandes defensores. Deixaria publicado um vasto conjunto de artigos sobre a viticultura portuguesa e sobre as questões ligadas à filoxera que ainda mantém relevância.
Foi seguidamente transferido para o lugar de secretário e director técnico da Comissão Antifiloxérica do Norte, passando a trabalhar na região do Douro. Casou na Régua a 31 de Janeiro de 1883 com Maria Teresa de Sousa Carneiro Canavarro, ligando-se às famílias vinhateiras daquela região.
Feito sócio da Real Associação Central da Agricultura Portuguesa, da qual chegaria a director em 1888, dedicou-se também à extensão rural e fundou em 1885 a revista A Vinha Portuguesa, que dirigiu até falecer. Sendo uma revista dedicada ao progresso e defesa da viticultura nacional, através daquele periódico desenvolveu uma notável acção na orientação dos viticultores no combate à filoxera e na difusão das modernas práticas vinícolas, publicando informação sobre assuntos que iam das práticas culturais até à informação sobre a evolução dos mercados nacional e internacional para os vinhos portugueses.
Militante do Partido Progressista, foi secretário da Presidência do Ministério quando o Governo era chefiado por José Luciano de Castro, de quem era amigo. Esta ligação marcou a sua entrada na política activa, levou a que fosse apresentado pela liderança partidária como candidato a deputado pelo círculo plurinominal de Ponta Delgada, nos Açores, nas eleições gerais realizadas a 6 de Março de 1887. Apesar de não ter qualquer ligação aos Açores, foi eleito e prestou juramento a 11 de Junho daquele ano. Nas eleições gerais de 1889, 1890 e 1892 foi sempre reeleito pelo mesmo círculo, assumindo-se na Câmara como deputado pelos Açores.
Com o extremar de posições resultante do Primeiro Movimento Autonomista Açoriano, em 1894 os progressistas da ilha de São Miguel, comprometidos com os autonomistas, recusaram a sua candidatura, formando o Partido Progressista Autonomista. Ainda assim, Almeida e Brito foi mandado concorrer no círculo pelo chefe nacional do partido como não-apoiante do programa autonomista. Saiu derrotado, com apenas 106 votos. Apesar da derrota, voltou a ser eleito pelo círculo eleitora de Povoação, na ilha de São Miguel, em 1897, sendo esta a sua última legislatura como parlamentar.
Durante o seu percurso parlamentar fez parte das comissões de Agricultura e de Obras Públicas, proferindo intervenções relevantes em matérias relacionadas com a viticultura e com a economia e fiscalidade dos vinhos e do álcool. Também apresentou numerosas representações provenientes dos Açores, com destaque para as questões relacionadas com transportes e comunicações. Foi um dos signatários do projecto de lei referente à autonomia administrativa dos distritos açorianos, que não chegou a ser debatida por o parlamento ter sido dissolvido, mas que serviu de inspiração ao Decreto de 2 de Março de 1895.
Retirou-se para a Praia da Granja, em São Félix da Marinha, onde viveu por longos anos antes de ali falecer.

## Principais publicações
- Relatório da Comissão Central Anti-Phyloxérica do Sul do Reino, Lisboa, 1882;
- Le Phylloxéra et autres épiphytes de la vigne en Portugal, 1884;
- Tratamento das vinhas filoxeradas - Guia de aplicação do sulfureto de carbónio contra a filoxera, 1884;
- Manual de cultura das cepas americanas, 1885.